# Pere Pau Ripollès Alegre
Pere Pau Ripollès Alegre, nacido en Castellón de la Plana en 1953, es un reconocido arqueólogo y numismático español, profesor de la Universidad de Valencia.

## Biografía
Ripollès completó sus estudios superiores de Historia y Geografía en la Universidad de Valencia en 1978, y posteriormente se doctoró en Arqueología, con una tesis titulada La circulación monetaria en la Tarraconense Mediterránea (1982), dirigida por Martín Almagro-Gorbea y centrada en la política monetaria. Cuestiones en la ciudad ibera de Saetabis (Játiva).
En dicha universidad desarrolló su actividad académica entre 1980 y 1984 como profesor asistente en el Departamento de Prehistoria y Arqueología, posteriormente como profesor asociado (1984-1986) y finalmente como profesor titular, cargo que ocupa desde (1986).
A pesar de su estrecha vinculación con la universidad valenciana, sus estudios numismáticos se han extendido por todo el mundo; Ripollès fue profesor invitado e investigador en diversos centros científicos y de educación superior como la Universidad de Oxford, la Universidad de Bolonia, la Escuela Española de Historia y Arqueología de Roma, el Gabinete de Medallas de la Biblioteca Nacional de Francia, el Departamento de Monedas y Medallas del Museo Británico, la Sociedad Numismática Americana o la Kungliga Myntkabinettet ("Gabinete Real de Monedas") de Estocolmo.
Además de su dedicación académica, es muy destacable su actividad dentro de la comunidad numismática internacional, principalmente como miembro correspondiente de la Real Academia de la Historia desde el año 2000, como editor del International Numismatic e-Newsletter del Consejo Numismático Internacional (2009-2015) y, de 2015 a 2022, como vicepresidente de esta institución.

## Publicaciones

### Roman Provincial Coinage
Junto con otros autores, Ripollès participa en el proyecto Roman Provincial Coinage, de la Universidad de Oxford y apoyado por el Museo Británico y la Biblioteca Nacional de Francia. Este proyecto estudia y cataloga las monedas provinciales romanas desde la muerte de César hasta el siglo II d. C. Algunos de sus volúmenes previstos (y sus suplementos de actualización) están publicados y otros aún están en curso, aunque accesibles a través de la web.Estos son los volúmenes publicados de la serie Roman Provincial Coinage con la participación del Ripollès:
- 1992: The Roman Provincial Coinage. Volume I. Con A. Burnett e M. Amandry. British Museum. Londres. ISBN 0 7141-0871-5
- 2006: Roman Provincial Coinage. Supplement 2. Con M. Amandry, A. Burnett e I. Carradice. ISBN 978-84-690-5987-6. Texto en línea
- 2014: Roman Provincial Coinage. Supplement 3. Con M. Amandry, A. Burnett, I. Carradice et al. American Numismatic Society. Nova York. ISBN  978-0-89722-333-1. Texto en línea
- 2015: Roman Provincial Coinage. Consolidated supplement I-III. Con M. Amandry, A. Burnett, I. Carradice et al. General Editors. ISBN 978-1-910807-06-4. Texto en línea
- 2017: Roman Provincial Coinage. Supplement 4. Con M. Amandry, A. Burnett et al. Texto en línea

## Reconocimientos
Pere Pau Ripollès fue galardonado en 1998 con el Jeton de Vermeil, reconocimiento concedido por la Société Française de Numismatique.
También fue reconocido, en 2016, con la prestigiosa medalla de la Royal Numismatic Society, de la que fueron merecedores en su día numismáticos de relevancia internacional como Ernest Babelon, Barclay Head, Harold Mattingly, Humphrey Sutherland o Robert Carson.